# Statistica economica
La statistica economica è una branca sia della statistica applicata che dell'economia applicata che si occupa di selezionare, processare e analizzare i dati economici. Tale materia è correlata anche all'econometria e alla statistica aziendale.

## Descrizione
La statistica economica ha per obiettivo e si interroga sulla misurazione latamente intesa (dalla misura di grandezze e sistemi di grandezze economiche, all'analisi della dinamica e alle previsioni economiche, alla stima e alla verifica di modelli di comportamenti economici).
Al fine di svolgere l'attività a cui è chiamata la statistica economica è impegnata nella ricerca (sia a livello micro che macroeconomico) di:
- metodologie e modelli di riferimento
- elaborazione e gestione di sistemi di dati e di indicatori. Questi ultimi si possono dividere in previsionali (come il leading indicator) oppure basati su eventi economici già avvenuti e consolidati, come il Pil, l'inflazione e la produzione industriale.

Gli ambiti applicativi sono numerosi e vari. Di seguito ne vengono elencati alcuni:
- Analisi di mercato
- Analisi territoriale
- Aggregati macroeconomici e contabilità nazionale
- Controllo statistico della qualità
- Statistica aziendale